# Karibischer Bohrseeigel
Der Karibische Bohrseeigel (Echinometra lucunter) ist ein in der Karibik verbreiteter Seeigel. 

## Merkmale
Echinometra lucunter hat eine eher elliptische als kugelförmige Kalkschale, die einen Durchmesser von etwa 8 cm erreicht. An den äußersten nördlichen und südlichen Rändern des Verbreitungsgebiets werden die Seeigel größer als in der Mitte. Der Seeigel hat recht kurze, bis 4 cm Stacheln mit einer breiten Basis und einem spitzen Ende. Das Kalkgehäuse ist schwarz bis tief bräunlich-rot, dabei an der aboralen (oberen) Seite stärker rot als an der oralen (unteren) Seite gefärbt. Die Stacheln sind meist schwarz.

## Fortpflanzung
Der Karibische Bohrseeigel ist getrenntgeschlechtig. Männchen und Weibchen entlassen ihre Gameten ins freie Meerwasser, wo die Befruchtung stattfindet. Die Entwicklung verläuft über frei schwimmende Larvenstadien, bis etwa 19 Tage nach der Befruchtung die Metamorphose zum Seeigel am Meeresgrund stattfindet. Der Seeigel wächst langsam und wird etwa 10 Jahre alt. Die Geschlechtsreife wird bei einem Gehäusedurchmesser von etwa 2 cm erreicht.

## Vorkommen
Echinometra lucunter ist im Karibischen Meer weit verbreitet und tritt auch an den Küsten Floridas, der Bermudas und Südamerikas südlich bis Brasilien auf. Der Seeigel lebt in sehr seichten felsigen Gebiete und auf Korallenriffen meist weniger als 2 m tief, gelegentlich auch bis 45 m Meerestiefe. Gelegentlich ist er in Seegraswiesen, häufiger aber unter Felsplatten oder Korallenbruchstücken zu finden, insbesondere in Bereichen mit starker Wasserbewegung.

## Lebensweise

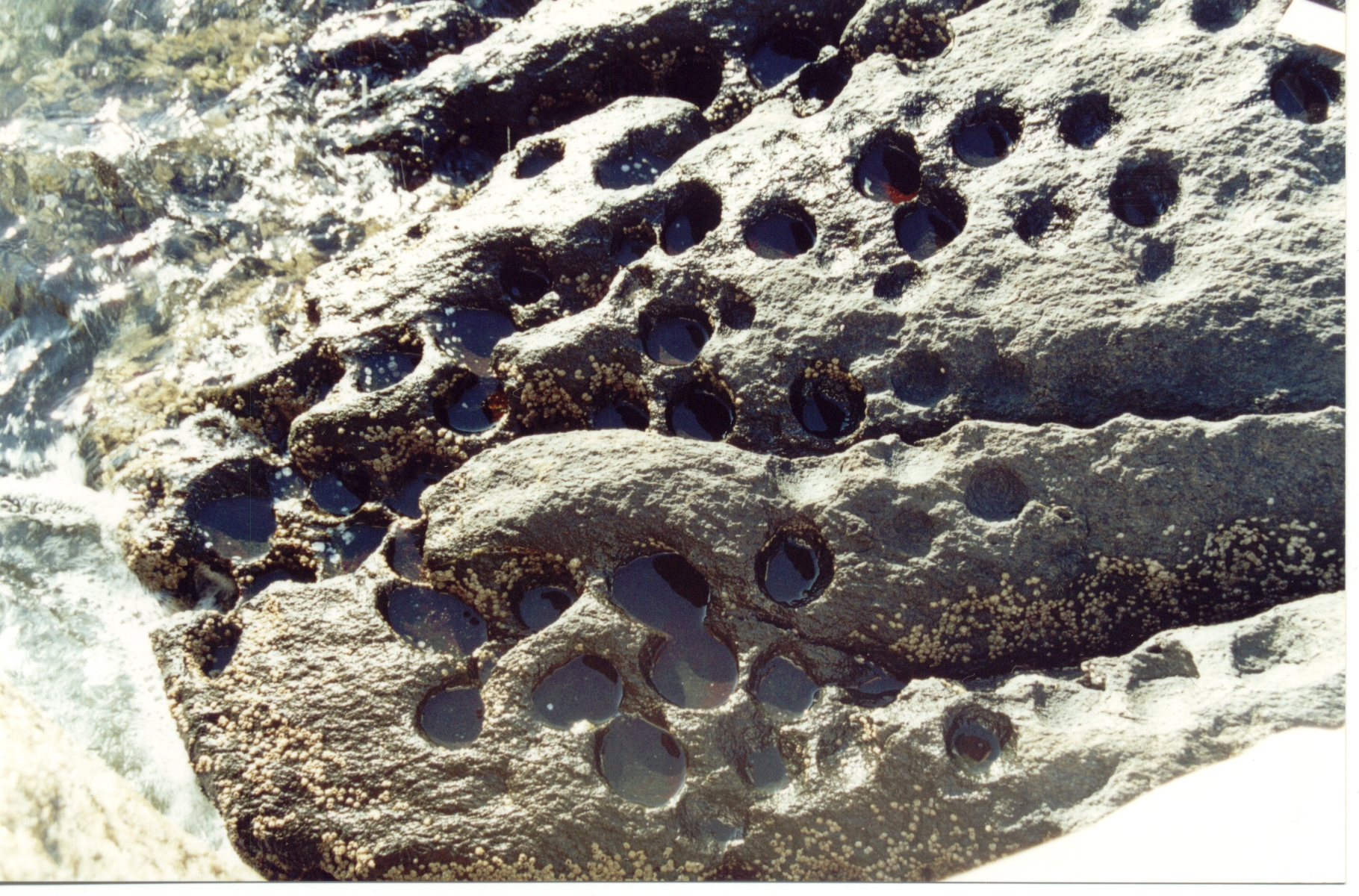
Wohnlöcher von Echinometra lucunter in Brasilien

Echinometra lucunter verwendet die Zähne seiner Laterne des Aristoteles, um Löcher in den Fels beziehungsweise ins Korallenriff zu nagen. Tagsüber lebt er in der selbst gebohrten halbkugeligen Wohnhöhle und verlässt diese nachts, um in einem Umkreis von einigen Zentimetern Algen vom Substrat abzuweiden. Die Wohnhöhle wird gegen Artgenossen verteidigt. Manchmal tritt der Seeigel in großer Zahl auf und kann durch seine Bohrtätigkeit erhebliche Schäden anrichten.

## Fressfeinde und Parasiten
Zu den wichtigsten Fressfeinden des Karibischen Bohrseeigels gehören der Steinwälzer (Arenaria interpres), die Königshelmschnecke (Cassis tuberosa) sowie die Fischarten Anisotremus surinamensis, Balistes vetula, Diodon hystrix und Labrisomus nuchipinnis. Die Grundelart Ginsburgellus novemlineatus verbirgt sich zwischen den Stacheln an der Unterseite des Seeigels, wo sie als Parasit dessen Saugfüßchen abweidet.

## Verwendung durch den Menschen
Der Mensch sammelt den Karibischen Bohrseeigel als Nahrungsmittel. Gegessen werden die Gonaden sowohl der Weibchen als auch der Männchen.